# Зов дивљине (филм)
Зов дивљине (енгл. The Call of the Wild) амерички је авантуристички филм из 2020. године. Базиран је на истоименом роману из 1903. коју је написао Џек Лондон. Филм је режирао Крис Сендерс. Сценариста филма је Мајкл Грин и у филму глуме Харисон Форд, Ден Стивенс, Омар Сај, Карен Гилан, Бредли Витфорд и Колин Вудел. Радња филма је смештена током потере за златом у 1890-им годинама. Пас по имену Бак је украден и послат у Јукон, где се спријатељује са старијим човеком и започиње животну авантуру. 
Филм је објављен 21. фебруара 2020. године од стране 20th Century Studios. Филм је укупно зарадио преко 107 милиона долара широм света и примио је мешане оцене од критичара којима је се свидела „забавна акција унутар филма.”

## Радња
Ово је прича у којој упознајемо Бака, пса великог срца чији се, до скоро савршени живот, окреће наглавачке. Одједном га селе из свог дома у Калифорнији и одводе у егзотичне дивљине Аљаске у време Златне грознице с краја 19 века. Као новајлија запослен у екипи паса који вуку санке за достављање поште, а касније и вођа тима, Бак доживљава авантуру живота и коначно проналази свој мир када постаје сам свој газда.

## Улоге
- Харисон Форд као Џон Торнтон
- Ден Стивенс као Хал
- Омар Сај као Перолт
- Карен Гилан као Мерцедес
- Бредли Витфорд као Судија Милер
- Колин Вудел као Чарлс
- Кара Ги као Франсоа
- Скот Макдоналд као Досон

Глумац и координатор подвига Тери Нотари је био главни у ЦГИ прављену пса Бака, чији је модел моделиран помоћу усвојеног пса.